# Amphiura aestuarii
Amphiura aestuarii är en ormstjärneart som beskrevs av Matsumoto 1915. Amphiura aestuarii ingår i släktet Amphiura och familjen trådormstjärnor. Inga underarter finns listade i Catalogue of Life.